# Shelter Island, New York
Shelter Island är en ort och en ö utanför den östra delen av Long Island i delstaten New York, USA. Den ligger i Suffolk County. Ön har ingen broförbindelse, endast två färjeförbindelser. 